# Рейнбот, Павел Евгеньевич
Павел Евгеньевич Рейнбот (нем. Rheinbott; 1855—1934) — юрист, секретарь Пушкинского лицейского общества, учёный хранитель Пушкинского дома при Академии наук; библиофил, коллекционер.

## Биография
Родился в 1855 году в Кременчуге Полтавской губернии, где в то время служил его отец, действительный статский советник Евгений Антонович Рейнбот (1821—1905). Учился в Александровском лицее, который окончил в 1877 году вместе с братом (Александр — с золотой медалью). Затем была учёба на юридическом факультете Санкт-Петербургского университета.
Получив юридическое образование, он стал больше известен как библиофил, собравший замечательную коллекцию «Пушкинианы», иллюстрированных изданий XVIII века, и ценных переплётов. Он был из основателей Кружка любителей русских изящных изданий, который действовал с 1903 по 1917 годы, осуществляя издания малотиражных высокохудожественных библиофильских книг: поэма А. С. Пушкина «Медный всадник» с иллюстрациями А. Н. Бенуа; «Невский проспект» Н. В. Гоголя с рисунками Д. Н. Кардовского (1905); «Четыре басни Крылова» c рисунками А. О. Орловского (1907) и др. 
П. Е. Рейнбот стал хранителем Лицейского Пушкинского музея и предпринял его расширение и переустройство к столетнему юбилею Лицея (1911). Именно благодаря его инициативе И. Е. Репин написал картину «Пушкин на лицейском экзамене». 
Он был также бессменным секретарём Пушкинского Лицейского общества, созданного в 1899 году, и стал одним из инициаторов основания Пушкинского Дома. В мае 1917 года, по его инициативе, Лицейский Пушкинский музей был передан Пушкинскому Дому; ещё в марте 1917 года Б. Л. Модзалевский писал: 

Сейчас звонил мне Рейнбот  и сообщил, что судьбы Лицея сейчас решаются, что возник вопрос о судьбе Пушк[инского] лиц[ейского] музея, который надо спасать сегодня-завтра. Он спрашивает меня, примет ли Академия его теперь же, т.к. он, Рейнбот, с согласия других, принял решение передать Музей Пушкинскому Дому.
После революции, в 1917—1920 годах, Рейнбот спасался от холода и голода в родовом имении в Полтавской губернии. К 1921 году вернулся в Петроград, заняв должность сначала помощника хранителя, а потом и хранителя музея.
В 1925 году был арестован по Делу лицеистов — не в первый день арестов, 15 февраля, а 1 апреля 1925 года, как «участник контрреволюционной монархической организации» (участнику было уже 70 лет!). Был включён в V группу осужденных (за недоносительство) и был приговорён к пяти годам ссылки на Урал с конфискацией имущества (заменено на три года ссылки). В ссылке с 17 августа 1925 года по 19 сентября 1926 года он работал в Уральском облархбюро Свердловска, занимаясь разбором документов и упорядочением архивов магистратов и уездных судов; 9 марта 1926 года им был прочитан доклад «Последние годы жизни А. С. Пушкина по неизданным документам» в помещении Уральского областного государственного музея. Как музейный работник, он стал членом комиссии по созданию в городе музея Д. Н. Мамина-Сибиряка. В 1926 году он был вновь арестован (19 сентября) и 23 сентября выслан в Тюмень. По рекомендации Уральского облархбюро П. Е. Рейнбота приняли в Тюменское окружное архбюро, где он работал с 7 октября 1926 года по 1 мая 1927 года. В письме к Е. П. Казанович он писал: 

Люди живут и в Сибири <…> Передвинули меня на 200 верст на восток, автоматически, в числе многих других, говорят, что мы слишком «зажились»… От Свердловска, «столицы Урала», до Тюмени езды (по ж.д.) всего десять часов, меня же «везли», если не с чувством и с толком, то с расстановкой, ровно десять суток. Не скажу, чтобы итальянская поговорка quivapiano и др. оправдалась. Но сейчас я уже почти отдохнул и, вероятно, завтра или послезавтра зароюсь опять в архив, который здесь помещается не в скромной немецкой кирке, как в Свердловске, а в целом монастыре петровских времен. Каюсь: я рисковал попасть в Ялуторовск, но при всей моей товарищеской любви к В. К. Кюхельбекеру очень рад, что «оставили» меня здесь.
Работая в Тюменском архиве «в порядке частной инициативы он описал быт трех сибирских трехштатных монастырей: Тюменского, Рафаиловского и Туринского женского». В докладе заведующего Тюменским окрархбюро указывалось, что по итогам описания материалов монастырей Рейнбот подготовил научную работу, которую планировал впоследствии издать.
По ходатайству его дочери Марии Павловны 13 декабря 1926 года по постановлению Особого совещания Коллегии ОГПУ он был досрочно освобожден от ссылки, но с лишением права проживания в шести центральных пунктах СССР; 19 апреля 1927 года ему всё же было разрешено свободное проживание на территории СССР, и в мае 1927 года он вернулся в Ленинград и был принят в Пушкинский Дом на должность научного сотрудника II разряда на место арестованного П. М. Устимовича. В июле 1927 года он сделал доклад «Дуэль Пушкина (И. Г. Полетика, В. Ф. Боголюбов, С. С. Уваров)»; затем подготовил к печати письма Н. Н. Ланской к мужу и письма к ней П. А. Вяземского; совместно с М. Д. Беляевым опубликовал работу «Бюсты Пушкина работы Витали и Гальберга». В начале 1928 года ему довелось увидеть поступление в Пушкинский Дом парижской коллекции А. Ф. Отто-Онегина, о которой он хлопотал двумя десятилетиями раньше. По «Академическому делу» вызывался на допросы, но не был арестован. Постановлением Академии наук от 13 ноября 1930 года был уволен на пенсию.
Жил в Ленинграде, с 1907 года до ареста и после возвращения из ссылки, по адресу: улица Петра Лаврова, д. 35, кв. 8. Умер в 1934 году, хотя его имя отсутствует в справочниках «Весь Ленинград» с 1931 года.

## Семья
Был женат на своей сводной племяннице Александре Петровне Бутовской (1868—?), дочери Петра Михайловича Бутовского. Их дети:
- Михаил Павлович
- Мария Павловна, счетовод
- Александра Павловна (1898?—1927), была сестрой милосердия в годы Первой мировой  и гражданской войн; в 1920 году она была эвакуирована из Крыма в составе армии П. Н. Врангеля и провела год в Галлиполи, где работала в 4-м госпитале Красного Креста. Там она вышла замуж за военного врача Гавриила Дмитриевича Родичева.